# Nikolaj Alëchin
Nikolaj Aleksandrovič Alëchin (in russo Николай Александрович Алёхин?; Minsk, 26 ottobre 1954 – 8 luglio 2023) è stato uno schermidore sovietico, specializzato nella sciabola. Ha vinto una medaglia d'oro e di una d'argento ai Campionati mondiali di scherma.